# Gobernación de Podolia
La gobernación de Podolia (Подольская губерния, desde 1796; Kamianets-Podilski Каменец-Подольск) fue una gubernia del Imperio ruso.

## Correspondencia con la actualidad
La gobernación comprendía totalmente o grandes porciones de las óblast actuales de:
- Óblast de Vínnitsa, cuya capital es Vínnitsa
- Sur del Óblast de Jmelnytsky, cuya capital es Jmelnytsky

También comprende porciones más o menos pequeñas de los actuales:
- Óblast de Odesa
- República de Moldavia, parte norte del margen izquierdo del río Dniéster, en Transnistria
- Óblast de Kirovogrado

## Subdivisiones en uyezd
Los uyezd en los que se divide la gobernación de Podolia en las disposiciones de 1796 eran:
- Uyezd de Balta (Балтский)
- Uyezd de Brátslav (Брацлавский)
- Uyezd de Vínnitsa (Винницкий)
- Uyezd de Gaysin (Гайсинский)
- Uyezd de Kamenéts de Podolia (Каменец-Подольский)
- Uyezd de Letíchev (Летичевский)
- Uyezd de Litin (Литинский)
- Uyezd de Moguiliov (Могилёвский)
- Uyezd de Nova Úshitsia (Новоушитский)
- Uyezd de Olgópol (Ольгопольский)
- Uyezd de Proskúrov (Проскуровский)
- Uyezd de Yámpol (Ямпольский)

- Datos: Q277861
- Multimedia: Podolia Governorate / Q277861